# Yağmur Koçyiğit
Yağmur Koçyiğit (Istanbul, 7 settembre 1988) è un'ex pallavolista turca.
Giocava nel ruolo di schiacciatrice.

## Carriera
La carriera di Yağmur Koçyiğit inizia nel 2004 tra le file dell'Eczacıbaşı Spor Kulübü. Nelle quattro stagioni trascorse con l'Eczacıbaşı, si aggiudica per tre volte il campionato turco, ma viene impiegata come schiacciatrice di riserva. Tra il 2007 ed il 2010 gioca nel Beşiktaş Jimnastik Kulübü, saltando solo la stagione 2008-09, in cui va a giocare in Spagna per il Club Voleibol Aguere.
Nel 2010 viene ingaggiata dal Fenerbahçe Spor Kulübü, con cui si aggiudica subito la Supercoppa turca, la Coppa del Mondo per club, il campionato e la Champions League 2011-12. Nella stagione 2012-13 fa nuovamente ritorno al Beşiktaş Jimnastik Kulübü, tuttavia lascia la squadra nel mese di febbraio, decidendo di ritirarsi dall'attività agonistica.

## Palmarès

### Club
- Campionato turco: 4

2005-06, 2006-07, 2007-08, 2010-11
- Supercoppa turca: 1

2010
- Campionato mondiale per club: 1

2010
- Champions League: 1

2011-12